# Vestre Aker

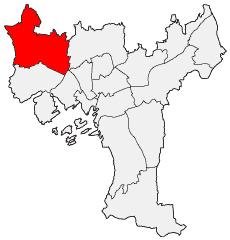
Lage von Vestre Aker in Oslo

Vestre Aker (dt. Westaker) ist ein nordwestlicher Stadtteil der norwegischen Hauptstadt Oslo. Er hat 50.157 Einwohner (2020) und eine Fläche von 16,6 km². Der Stadtteil entstand durch die Gebietsreform vom 1. Januar 2004 und schließt die früheren Stadtteile Vinderen und Røa zusammen. Bis 1948 gehörte er zur Gemeinde Aker, die dann zu Oslo eingemeindet wurde.
In Vestre Aker liegt das Wohngebiet Holmenkollen, benannt nach dem gleichnamigen Berg. Zu den Bewohnern gehören einige der reichsten Personen Norwegens.

## Persönlichkeiten
- Christian Krohg (1852–1925), Genremaler, Autor und Journalist
- Thomas Thomassen Heftye (1860–1921), Offizier und Politiker
- Asbjørn Nilssen (1875–1958), Skispringer
- Ole Lilloe-Olsen (1883–1940), Sportschütze und Olympiasieger
- Håkon Endreson (1891–1970), Turner
- Henriette Bie Lorentzen (1911–2001), norwegische Humanistin, Friedensaktivistin, Feministin und Widerstandskämpferin
- Laila Schou Nilsen (1919–1998), Eisschnellläuferin, Skirennläuferin und Tennisspielerin
- Sissel Castberg (1927–1988), Schriftstellerin, Journalistin und Aktivistin der Lesbenbewegung